# Лагуна-Вудс (Каліфорнія)
Лагуна-Вудс (англ. Laguna Woods) — місто (англ. city) в США, в окрузі Орандж штату Каліфорнія. Населення — 17 644 особи (2020).

## Географія
Лагуна-Вудс розташована за координатами 33°36′29″ пн. ш. 117°43′47″ зх. д. / 33.60806° пн. ш. 117.72972° зх. д. (33.608002, -117.729860). За даними Бюро перепису населення США в 2010 році місто мало площу 8,07 км², з яких 8,07 км² — суходіл та 0,00 км² — водойми. В 2017 році площа становила 8,67 км², з яких 8,66 км² — суходіл та 0,00 км² — водойми.

## Демографія
Згідно з переписом 2010 року, у місті мешкали 16 192 особи в 11 302 домогосподарствах у складі 3873 родин. Густота населення становила 2007 осіб/км². Було 13016 помешкань (1613/км²).
Расовий склад населення:
| - 87,3 % — білих - 10,0 % — азіатів - 0,7 % — чорних або афроамериканців - 0,1 % — вихідців з тихоокеанських островів - 0,1 % — корінних американців |

До двох чи більше рас належало 1,2 %. Частка іспаномовних становила 4,0 % від усіх жителів.
За віковим діапазоном населення розподілялося таким чином: 0,3 % — особи молодші 18 років, 20,2 % — особи у віці 18—64 років, 79,5 % — особи у віці 65 років та старші. Медіана віку мешканця становила 77,0 року. На 100 осіб жіночої статі у місті припадало 55,1 чоловіків; на 100 жінок у віці від 18 років та старших — 55,0 чоловіків також старших 18 років.
Середній дохід на одне домашнє господарство становив 54 931 долар США (медіана — 38 674), а середній дохід на одну сім'ю — 72 287 доларів (медіана — 57 444). Медіана доходів становила 66 903 долари для чоловіків та 41 834 долари для жінок.
Цивільне працевлаштоване населення становило 3841 осіб. Основні галузі зайнятості: освіта, охорона здоров'я та соціальна допомога — 24,7 %, фінанси, страхування та нерухомість — 18,5 %, науковці, спеціалісти, менеджери — 16,9 %.